# Miña Terra
Miña Terra fue un periódico editado en Santiago de Compostela entre 1914 y 1915.

## Historia y características
Subtitulado Semanario ilustrado, apareció el 8 de noviembre de 1914. Se imprimía en el establecimiento de La Comercial. Estuvo dirigido por Enrique Guerra hasta marzo de 1915. Entre sus redactores figuraba Victoriano Taibo y el diseño de la cabecera era de Castelao. Con un carácter republicano regionalista, trataba los problemas de la Universidad. Escrita en castellano, publicaba en gallego una "Folla Enxebre" en la que aparecieron poemas de Eduardo Pondal, Valentín Lamas Carvajal y Bernardo Barreiro y cuentos de Leandro Carré Alvarellos y Juan Barcia Caballero. El último ejemplar que se conserva es el número 16, publicado el 7 de marzo de 1915.